# 射鵰三部曲
《射鵰三部曲》是作家金庸所著的武俠小說中最先发表的三部长篇小说的统称。這三部中角色與情節有一定的連貫性，依背景時間順序分別是：
- 《射鵰英雄傳》（南宋宋寧宗年間）。
- 《神鵰俠侶》（南宋宋理宗年間）。
- 《倚天屠龍記》（元末元順帝年間）。

另有認為應當包括到創作較晚但時代較早的姐妹作《天龙八部》（北宋宋哲宗年間）稱為「射鵰四部曲」。

## 情節

### 射鵰英雄傳
南宋寧宗年間，郭靖奉母親李萍之命跟隨「江南七怪」尋找殺父仇人完顏洪烈以及結拜義弟楊康。他南下中原回大宋，並偶遇武林五絕高手之一「東邪」黃藥師的獨生女兒——黃蓉，兩人一見傾心結為情侶，結伴闖蕩江湖。自幼成長於蒙古草原而純樸憨厚的郭靖回歸故國，領略中原風物，接受文化熏陶，漸生摯愛之情。在黃蓉的扶助下，為人厚道的郭靖視野漸開：先後拜「北丐」洪七公為師，與「中神通」王重陽的師弟，人稱「老頑童」的周伯通結拜為義兄弟，經歷了「東邪」三道試題，以及親見「南帝」一燈大師救死扶傷的功夫，數次與「西毒」歐陽鋒苦戰，並先後習得「降龍十八掌」、「七十二路空明拳」以及「雙手互搏」三大神功；在機緣巧合下，又獲得《九陰真經》與《武穆遺書》。同時，他與楊康相逢後，發現郭楊兩家悲劇背後的真相，之後並率領蒙古大軍剿滅花剌子模國，於花剌子模國都城撒馬爾罕擒獲完顏洪烈並獻給成吉思汗，成吉思汗下令斬首完顏洪烈，郭靖報了國仇家恨。後來郭靖之母於蒙古自殺身亡，郭靖安葬母親於蒙古後逃回大宋，參與第二次華山論劍並在華山與黃蓉重修舊好，後更訂下婚約，最後質詢病重垂死的成吉思汗何謂英雄。在本故事結尾，郭靖在成吉思汗駕崩後，與黃蓉二人向其遺體告別後，辭別拖雷，即日返回中原，並正式與蒙古徹底決裂。郭靖與黃蓉終修成正果在桃花島結成夫婦並隱居於桃花島十多年，直至蒙古正式侵南宋時才舉家遷至襄陽城禦敵。郭靖決心終生以衛國為己任，與黃蓉率領南宋軍民，救襄陽城於危難，抵抗外族侵略，成了充滿浩然正氣的一代武林民族英雄，以「為國為民，俠之大者」為人生目標。
而抗金名將楊再興之後裔——郭靖的義弟楊康則出生在金國趙王府，出生後被金國六王爺——趙王完顏洪烈收養。在得知自己的身世後，楊康與義兄郭靖發現他的養父完顏洪烈其實是致郭楊兩家於不幸的仇敵。他和親生父親楊鐵心的養女穆念慈在比武招親中邂逅並墮入愛河。然而楊康親生父母去世後，為人聰明而驕縱傲慢的他仍貪戀榮華富貴及絕世武學，甚至想證明自己比郭靖強，認為自己任何條件都比他高，欲要像其義兄成為武功可與天下五絕並駕齊驅的絕頂高手，楊康雖然最初拜「全真七子」之一「長春子」丘處機為師，但暗地裡卻向「黑風雙煞」之一「鐵屍」梅超風討教武功，習得「九陰白骨爪」和「摧心掌」這兩套魔功，並覬覦「西毒」歐陽鋒絕世武功，陰謀拜入其門下。儘管郭靖等人苦苦相勸，連穆念慈亦離他而去，但楊康仍執迷不悟，最終慘死於嘉興鐵槍廟中。在本故事接近結尾時，郭靖與黃蓉重遇穆念慈，並把穆念慈為楊康誕下之遺孤子取名為「楊過」，字「改之」，希望楊過將來會替他父親洗雪生前的恥辱，「有過必改，力行仁義」。

### 神鵰俠侶
「西毒」歐陽鋒與嫂子通姦後生了名為姪子實為兒子的歐陽克，可歐陽克作繭自縛自尋死路，因此在瘋了的歐陽鋒內心深處，有一段情結，一段缺憾，忽發奇想要收楊過為兒，讓楊過叫他"爹"。而楊過未出生時父親楊康已死，楊過渴望父愛，與歐陽鋒正好一拍即合。歐陽鋒並傳授武功給楊過。
後來，楊過被郭靖與黃蓉尋獲，打算帶往桃花島以傳他武功。但黃蓉明白他自小父母雙亡，缺乏家教，擔心他會濫用武功，因此在傳他武功前先教他讀書。楊過卻以為黃蓉偏心，因此自小性格孤癖的他甚至與武氏兄弟打鬥，憑歐陽鋒的蛤蟆功把武修文弄至重傷，因而被郭靖送到天下道教正宗的全真教學武以及修心養性。然而其師父趙志敬得不到天性叛逆的楊過的奉承，心中不忿，不但不傳武功，還要他在教中吃盡苦頭。一次趙志敬迫未獲傳授武功的楊過與師兄鹿清篤比武，楊過捱打，忍無可忍，最後逃出全真教，被生活在終南山後活死人墓中的小龍女收留為徒。師徒二人在墓中一起練武、一起長大，漸生情愫。全真教道士尹志平（新作為甄志丙）迷戀小龍女美色趁其受困蒙其眼姦污，小龍女誤以為楊過與其親熱又不願照顧一生，憤而離開活死人墓。楊過懵然無知，四處尋找小龍女，在尋找小龍女的過程中恍然明白小龍女對自己的愛意。
後來中原召開武林大會，蒙古帝國高手金輪國師前來挑戰。關鍵時刻，小龍女和楊過無意中捲入紛爭，助郭靖打敗金輪國師。郭靖佩服及感謝小龍女、楊過二人，並打算將女兒郭芙許配給楊過。楊過不肯，他堅持娶小龍女為妻。但師徒通婚違背宋朝禮教，二人的愛情不能為世俗所容。小龍女希望楊過能夠被郭靖等人接受，黯然離去，後又萬念俱灰，想要尋死，卻被絕情谷谷主公孫止所救。
而公孫止也被小龍女深深迷住，逼她為妻。就在小龍女出嫁前夕，楊過到了絕情谷，二人相逢，頓時兩人的愛情之火不可遏制，小龍女知道楊過對自己的感情始終未變，因而拒絕了公孫止的婚約，公孫止於心不甘，用絕情谷獨有的“情花”刺傷楊過，而被情花刺傷的人，只要一思念起心愛的人，便會痛不欲生，唯一的解藥，就是谷中特有的絕情丹。公孫止原本想以此脅迫二人，沒有想到，卻引出了自己的元配妻子裘千尺，裘千尺趁機剷除了公孫止。並要楊過拿郭靖夫妻首級來換解藥。在此之前，楊過發現了自己父親亦為郭靖夫妻所殺！一心要為父報仇的楊過毫不遲疑答應下來。而郭靖此時正帶領各方援軍守住襄陽城，抵抗蒙古大軍。楊過被守城中的郭靖的凜然大義和開闊襟懷感染，在關鍵時刻不僅沒有殺郭靖，反而救了郭靖。之後，郭芙誤會楊過，一劍砍去了他右臂。楊過斷臂昏迷，醒來時偶遇前輩高人遺留的一隻神鵰，並在神鵰幫助下，練成一身神功。此時小龍女發現了當時自己是被尹志平（新作為甄志丙）姦污，千里追殺尹志平（新作為甄志丙），被全真教幾大高手聯手一擊，打成重傷。楊過趕來，小龍女已經是奄奄一息，無法醫治……彌留之際的小龍女穿上新娘的鳳冠霞帔，二人成親。小龍女自知傷重不治，怕楊過傷心陪自己一起死，於是在絕壁下留書：十六年後相會。自己毅然跳進了萬丈深淵！黃蓉安慰楊過，謊稱是小龍女被世外高人南海神尼帶走，十六年後會回來跟他相見。楊過將信將疑，決定等待小龍女十六年。
十六年後，楊過已經是江湖上鼎鼎大名“神鵰俠”了。雖然名滿江湖，楊過卻一直深居簡出，默默等待著和小龍女重逢的日子。在和小龍女分手十六年後，楊過來到當時小龍女刻字的地方，卻不見小龍女出現。楊過絕望過度，縱身跳入萬丈深淵！在深淵水下，楊過找到了在這裡隱居了十六年的小龍女！原來小龍女也是投崖未死，反而機緣巧合，傷勢痊癒，但卻沒有辦法再出去，於是一直在谷底隱居，二人十六年後重逢，無限欣喜……楊過帶著小龍女離開深淵，前往襄陽。楊過以高強武功，於萬軍之中擊敗了金輪並殺死蒙古大汗蒙哥，蒙古大軍頓時崩潰，在襄陽城就要失守時解了其十六年的圍困。經此一役，「神鵰俠侶」天下揚名。楊過等人在擊退蒙古軍後，去到華山上見一群小嘍囉進行著「第三次華山論劍」，楊過嚇退他們，並與同伴談論新的天下五絕，遂重訂天下五絕為：“「東邪」黃藥師、「西狂」楊過、「南僧」一燈、「北俠」郭靖、「中頑童」周伯通。”下華山時，遇上少林派覺遠與弟子張君寶向瀟湘子、尹克西追討《楞伽經》與《九陽真經》，楊過暗助張君寶打敗瀟湘子後，攜小龍女告別眾人離去。

### 倚天屠龍記
第三次華山論劍後，郭靖與黃蓉之女郭襄騙父母說要四處遊樂一下，一人騎著青驢，走遍天下，尋訪當時已不問世事的楊過和小龍女。三年後，到河南少林寺找楊過的好友、羅漢堂首座無色禪師詢問楊、龍二人的下落不果。其間遇上來自西域的「昆仑三圣」何足道欲向少林寺挑戰，卻被少林僧人觉远及其弟子張君寶的「九阳神功」震退，悄然返回西域。覺遠及張君寶因無師自學少林武功犯了門規而被少林寺派人捉拿，郭襄遂同二人逃下少室山。覺遠坐化前背誦《九陽真經》，在旁伴著的郭襄、張君寶、無色禪師三人各自記住了一部分，也各有所悟，無色得其高（因三人中武功最高並與其本身武功印證），郭襄得其博（因家學淵博，所學甚廣），張君寶得傳承最多，加上當時武功全無根基，所學反而最精純。最終這些內容分別成為了峨眉、武當、少林的九陽功。後來張君寶根據九陽功及少林功法變通，且自創內家拳，自成一家，稱武當派。武當為內家之宗，在武林中與少林齊名。
九十年以後，其時江湖流傳一句話︰「武林至尊，寶刀屠龍。號令天下，莫敢不從。倚天不出，誰與爭鋒。」武林中人便因此而展開對「倚天劍」與「屠龍刀」兩把兵器的激烈爭逐。
武當派俞岱巖偶然下得到屠龍刀，欲返回武當山將之交給師父張三丰發落，途中卻遭天鷹教暗算擒獲，屠龍刀被奪去。
天鷹教於王盤山島舉行英雄宴，席間展示屠龍刀，金毛獅王謝遜於此時突然現身並將寶刀奪去。謝遜以「獅子吼」將眾人震至失聰後，擄走武當派張翠山及天鷹教殷素素乘船離島。三人在海上遇難，輾轉流落到冰火島，在島上一住便是十年，其間張翠山與殷素素成親，並生下一子張無忌。
十歲的張無忌與父母返回中原，謝遜則繼續留在冰火島，苦思屠龍刀有關「號令天下」的秘密，好讓自己能報卻妻兒之仇。
在武當山上，張無忌的父母不肯向武林人士道出謝遜及屠龍刀的下落而雙雙自殺。
十年後，謝遜的仇人成崑蓄意挑起武林爭端，教唆六大門派圍攻明教的總壇光明頂，臨近事成之際卻給身負九陽神功和乾坤大挪移心法的少年張無忌弄砸，功虧一簣。其間，張無忌給峨嵋派周芷若用倚天劍刺中右胸後竟只受傷而不死，由此察覺到周芷若對自己已生情意。張無忌天性淳厚，待人友善，不欲正、邪兩派互相殘殺，遂挺身介入光明頂一役裏，使明教免卻滅頂之禍。張無忌在此役後名震天下，憑著蓋世武功，年紀輕輕便當上新任明教教主。
六大門派於回程時遭朝廷所派遣的高手伏擊後悉數被擒，囚禁於大都萬安寺內。峨嵋派的鎮派之寶倚天劍，亦落入汝陽王府的「紹敏郡主」趙敏手中。張無忌救回六大派後，應趙敏借看屠龍刀之請求，欲到冰火島找義父謝遜去。其間卻打聽到義父的下落，二人遂乘船到靈蛇島並重遇謝遜。原來靈蛇島的主人金花婆婆，曾敗在峨嵋派掌門人滅絕師太的倚天劍之下，遂接回昔日夥伴謝遜到島上來，欲向其借取屠龍刀，以雪當年一敗的恥辱。
金花婆婆隨明教總教使者離開到波斯去後，張無忌、謝遜等人為避開中原武林人士趕來搶奪屠龍刀而離開靈蛇島，並流落到附近的荒島上。周芷若為了達成師父的遺願，在島上把眾人迷倒後將倚天劍和屠龍刀盜去，然後互砍刀劍，取得收藏在劍內的武功秘笈《九陰真經》，周芷若更把被迷暈的趙敏拋上一艘船上藉此把自己在靈蛇島上所做一切惡行嫁禍給趙敏，後來並藉此練成「九陰白骨爪」和「白蟒鞭法」，成為一流高手。
成崑在消滅明教、控制丐幫的陰謀相繼失敗後便欲向少林派下手，先將重返中原的謝遜擒獲，並將之囚在少室山以作餌誘，再教唆少林空聞方丈舉行屠獅英雄大會，欲使各門各派自相殘殺，好讓自己坐收漁人之利。最終成崑的詭計在張無忌、趙敏、「神鵰俠侶」之後人楊氏女等人的干預下再次功敗垂成，及後更被謝遜的七傷拳打至筋脈盡斷，成為廢人。
在少室山上，周芷若欲殺人滅口把謝遜除掉之際，被楊氏女及時出手阻止，又給其正大光明的《九陰真經》武功「摧堅神爪」所制服，自己在荒島上的劣行跟著亦當眾被揭破。
其後張無忌、趙敏二人從周芷若身上取得《九陰真經》、《武穆遺書》及兩塊刻有桃花島地圖的鐵片，由此得悉屠龍刀、倚天劍的秘密。原來，在南宋末年，在元軍侵入宋境、襄陽快失陷時，大俠郭靖、黃蓉夫婦委託匠人把「神鵰俠侶」楊過、小龍女所贈的玄鐵重劍、君子劍、淑女劍分別熔鑄成倚天劍及屠龍刀，然後將《九陰真經》、《降龍十八掌掌法精義》和《武穆遺書》收藏於其中，寄望後人以此復國。
後來張無忌把《武穆遺書》贈給義軍將領徐達，以助其率領義軍，連敗元兵，將蒙古人逐回塞外，還我漢族河山，大俠郭靖、黃蓉夫婦當年的遺願亦得以達成。
張無忌卸下明教教主職務後，與趙敏寄跡蒙古，但其內心仍希望與小昭、周芷若及殷離再續前緣。
金庸在世紀新修版《倚天屠龍記》後記中寫道：「張無忌最後與趙敏前往蒙古，從此不回中土，但如出現其他偶然因素，周芷若可能去蒙古找他，他可能和趙敏同去波斯找小昭，可能為了明教而不得不獨自回中土辦事，也可能在西域遇到殷離……世事主要是人為的，而張無忌只記得別人對他的好處，於是，人人都是好人，人人都很可愛……」

## 主要連貫人物
- 郭靖：《射鵰英雄傳》男主角，三部小說中皆極為世人景仰的大俠，與《神鵰俠侶》主角楊過的父親楊康為結義兄弟，但後來反目成仇及決裂；而郭靖與《射鵰英雄傳》女主角黃蓉偶遇後結為情侶，一起闖蕩江湖，經歷不同事件及劫難後，在《射鵰英雄傳》結尾終於修成正果成親結為夫婦，兩夫婦一生共育有兩女一子。而兩夫婦在《神鵰俠侶》中一直帶領中原武林抵禦蒙古大軍侵略南宋，直至《倚天屠龍記》開首略略交代兩夫婦年近70歲時在襄陽城失陷時與兒子郭破虜一同以身殉國。《倚天屠龍記》中兩把神兵利器屠龍刀與倚天劍亦為郭靖命匠所鑄，內藏的《降龍十八掌》要義、《九陰真經》、《武穆遺書》皆為三部曲中江湖人士皆所欲據為己有的無上至寶。

- 楊過：《神鵰俠侶》男主角，於《射鵰英雄傳》接近結尾時出生，父為楊康、母為穆念慈。其一生深受郭靖影響。楊過將自劍魔獨孤求敗的劍塚中所得的玄鐵重劍送予郭襄，為屠龍刀與倚天劍的主要鑄材。其與小龍女的後代黃衫女子於《倚天屠龍記》以高手姿態出現，先扶丐幫幫主「金銀掌」史火龍之女史紅石出任丐幫幫主，後於少林屠獅大會制服周芷若。

- 郭襄：郭靖與黃蓉的幼女，於《神雕俠侶》後期出現，其後以峨嵋派創派祖師之尊見述於《倚天屠龍記》首兩回。屠龍刀與倚天劍的秘密於郭靖夫婦死後一直只在峨嵋派掌門間歷代相傳。《倚天屠龍記》其中一女主角周芷若為郭襄三傳弟子。

- 張三丰：原名「張君寶」，師承覺遠大師，於《神鵰俠侶》接近結尾時，曾得楊過指點功夫，為《倚天屠龍記》中的絕頂高手兼男主角張無忌的師公。張無忌身中玄冥神掌寒氣之後，張三丰偕張無忌往嵩山少林求助，後委無忌予常遇春以往蝴蝶谷向醫仙胡青牛求醫，展開張無忌傳奇的一生。

射鵰三部曲被拍攝成多部的電影、電視劇。